# Roland Müller (Fußballspieler)
Roland Richard Guaves Müller (* 2. März 1988 in Köln) ist ein deutsch-philippinischer Fußballspieler.

## Karriere

### Verein
Roland Müller spielte in seiner Jugend für den 1. FC Köln und spielte dort in seiner Zeit auch für die B-Jugend in der höchsten Spielklasse, der Regionalliga und für die A-Jugend in der A-Junioren-Bundesliga (25 Spiele). Im Sommer 2007 schaffte er den Sprung aus der A-Jugend in die zweite Mannschaft. In der Saison 2007/08 kam er in der Oberliga Nordrhein neunmal zum Einsatz, wurde mit dem 1. FC Köln II Dritter und stieg in die Regionalliga West auf. Dort etablierte Müller sich als Stammtorhüter.
Nach zwei Spielzeiten und 55 Einsätzen in der Regionalliga wechselte Müller zum Zweitligisten MSV Duisburg, bei dem er einen Vertrag bis Mitte 2013 unterschrieb. Dort war er in der Saison 2010/11 hinter David Yelldell und Marcel Herzog und in der Saison 2011/12 hinter Felix Wiedwald und Florian Fromlowitz jedoch nur dritter Torhüter, wodurch er zunächst für die erste Mannschaft der Duisburger nicht zum Einsatz kam und deshalb oft dem Kader der zweiten Mannschaft in der NRW-Liga angehörte.
Zur Saison 2012/13 wurde Müller zweiter Torhüter hinter Felix Wiedwald. Am 31. Oktober 2012 kam er zu seinem Pflichtspiel-Debüt für den MSV, als er in der zweiten Runde des DFB-Pokals im Auswärtsspiel gegen den Karlsruher SC (0:1) in der 90. Minute für Dustin Bomheuer eingewechselt wurde, nachdem Felix Wiedwald mit Rot des Platzes verwiesen wurde.
Im Juli 2013 wechselte Müller zum schweizerischen Vize-Rekordmeister Servette FC Genève. Er wurde dort als zweiter Torwart hinter João Barroca eingesetzt. Zum Servette FC kam Müller auf Empfehlung des Torwarttrainers Pascal Zuberbühler, der ihn aus seinen Zeiten als Torwarttrainer der philippinischen Fußballnationalmannschaft kannte. Nach dem Abgang Zuberbühlers verlor Müller schnell seinen Stammplatz, schließlich wurde er bis zu seinem Vertragsende bei Servette an den Drittligisten Étoile Carouge ausgeliehen wurde. Nach dieser Leihfrist wechselte er auf die Philippinen und spielte dort bis zum Sommer 2020 für den Erstligisten Ceres-Negros FC. In dieser Zeit gewann er mit dem Verein viermal die nationale Meisterschaft, wurde einmal Pokalsieger und spielte auch mehrmals im AFC Cup.
Seit dem Sommer 2021 ist er jetzt für den Schweizer Fünftligisten FC Amical Saint-Prex, direkt am Genfersee liegend, aktiv. 

### Nationalmannschaft
Müller entschied sich im Sommer 2011, für die Nationalmannschaft der Philippinen, Herkunftsland seiner Mutter Maria, aufzulaufen. Er stand im Aufgebot der philippinischen U-23-Nationalmannschaft für das Vier-Nationen-Turnier vom 27. September bis zum 4. Oktober 2011 in Taiwan. Dort kam er unter Trainer Michael Weiß in allen Spielen zum Einsatz und wurde Zweiter. Die Spiele wurden von der FIFA jedoch zu A-Nationalmannschaftspielen erklärt. Somit hatte Müller sein Debüt für die Nationalmannschaft am 30. September 2011 im Spiel gegen Hongkong (3:3) gegeben. Am 31. Oktober 2011 wurde er von Michael Weiß für die Südostasienspiele 2011 nominiert. Dort spielte er mit der U-23 alle fünf Vorrundenspiele, wurde jedoch mit nur einem Sieg und vier Niederlagen Tabellenletzter. In den folgenden fünf Jahren war der Torhüter insgesamt 22 Mal für die A-Nationalmannschaft der Philippinen aktiv und nahm mit ihr an der Südostasienmeisterschaft 2016 teil.

## Erfolge
- Philippinischer Meister: 2017, 2018, 2019, 2020
- Philippinischer Pokalsieger: 2019